# Ivors
Ivors é uma comuna francesa na região administrativa de Altos da França, no departamento de Oise. Estende-se por uma área de 8,35 km². Em 2010 a comuna tinha 258 habitantes (densidade: 30,9 hab./km²).